# بعد مفقود (لعبة فيديو)
بعد مفقود (بالإنجليزية: Lost Dimension)‏ و (باليابانية: ロストディメンション) هي لعبة فيديو مطورة من شركة لانكارس تم إنتاجها في سنة 2015 ونشرت لتلعب على أجهزة بلاي ستيشن 3 وبلاي ستيشن فيتا، هذه اللعبة هي من نوع لعبة تقمص أدوار تكتيكية ورواية مرئية.

## اللعب
فقدت البعد هو التكتيكية لعبة فيديو لعب الأدوار. خلال المباراة، ومهاجمة الشخصيات أعداء كمجموعة، مع كل حرف وجود هجمات فريدة من نوعها وقدراتهم. اللعبة «مساعدة» ميزة يحدث تلقائيا عندما حليف قريب عندما الهجمات لاعب. لديه كل حرف أيضا ل فريدة من نوعها «هدية» قدرة خاصة، والحصول في المعركة، يمكن أن تكون مقفلة قدرات جديدة «هدية إكسب».

## وصلات خارجية
- بعد مفقود (الموقع الرسمي باللغة اليابانية).
- بعد مفقود (الموقع الرسمي باللغة الإنجليزية).